# Yusuf Tepekule
Yusuf Tepekule (* 15. Januar 1968 in Izmir, Türkei) ist ein ehemaliger türkischer Fußballspieler und -trainer. Durch seine Tätigkeit für Karşıyaka SK und Galatasaray Istanbul wird er mit diesen Vereinen assoziiert. Nach seinem Wechsel zu Galatasaray erhielt er den Spitznamen Küçük Yusuf (zu dt.: Der kleine Yusuf). Zu dieser Zeit war es im türkischen Fußball üblich, die Fußballer nur mit Vornamen zu nennen. Da bei Galatasaray mit Yusuf Altıntaş bereits ein Yusuf existierte und dieser älter war, wurde Tepekule als der Kleine Yusuf bezeichnet und Altıntaş als Büyük Yusuf (zu dt.: Der große Yusuf).

## Spielerkarriere

### Verein
Tepekule begann mit dem Vereinsfußball in der Jugend von Karşıyaka SK und stieg zum Sommer 1987 mit einem Profivertrag versehen in den Kader der Profimannschaft auf. Hier kam er beim damaligen Erstligisten zu sporadischen Spieleinsätzen in der Liga und im Pokalwettbewerb. Erst in der Spielzeit 1989/90 eroberte er sich zu Saisonbeginn einen Stammplatz und stieg allmählich zum Leistungsträger auf. Nachdem Karşıyaka zum Sommer 1991 den Klassenerhalt verpasste und in die TFF 1. Lig abstieg, hielt Tepekule dem Verein die Treue und verließ den Verein nicht. Ein Jahr später erreichte man die Zweitligameisterschaft und damit den direkten Wiederaufstieg in die Süper Lig.
Nachdem zum Sommer 1993 mehrere Vereine Tepekule auf ihrer Transferliste hatten, wechselte dieser zusammen mit seinem Teamkollegen Cihat Arslan zum türkischen Traditionsverein Galatasaray Istanbul. Galatasaray hatte gerade mit Karl-Heinz Feldkamp einen neuen Trainer eingestellt und wollte mit diesem eine Revision im Kader durchführen. Feldkamp krempelte die Mannschaft um und sortierte viele gestandene Profis aus und ersetzte sie durch neue Spieler. Tepekule zählte zu den neuen Spielern, mit denen Feldkamp seine neue Mannschaft schuf. Die in den vorangegangenen Jahren enttäuschend spielende Mannschaft wurde unter Feldkamp auf Anhieb Meister der Süper Lig, Sieger des türkischen Fußballpokals und Sieger des türkischen Fußball-Supercups. In der Saison 1993/94 gelang ihm mit seiner Mannschaft die Titelverteidigung der Meisterschaft. In der UEFA Champions League 1993/94 Saison warf man den haushohen Favoriten Manchester United in der 2. Runde aus dem Wettbewerb und qualifizierte sich als erste türkische Mannschaft in der neugestalteten UEFA Champions League. In der Saison 1994/95 erreichte man mit dem neuen Trainer Reinhard Saftig die Herbstmeisterschaft der Süper Lig und nahm wieder erfolgreich an der Champions League teil. Mit Beginn der Rückrunde erlebte die Mannschaft einen enormen Leistungseinbruch und entfernte sich von der Tabellenspitze. Daraufhin wurde Saftig als erster Trainer in der Vereinsgeschichte in der laufenden Saison entlassen und die Saison wurde mit dem Interimstrainer Müfit Erkasap beendet.
Für die Saison 1995/96 übernahm der schottische Trainer Graeme Souness Galatasaray. Unter diesem Trainer spielte Tepekule keine Rolle in den Mannschaftsplanungen und saß überwiegend auf der Ersatzbank. Daraufhin wurde er für die Rückrunde an seinen alten Verein Karşıyaka ausgeliehen.
Nachdem unter Souness der Verein eine eher enttäuschende Saison gespielt hatte, wurde vom Vereinsvorstand eine neue Revision im Kader beschlossen. Für diesen Zweck stellte man zur neuen Saison den türkischen Nationaltrainer Fatih Terim als Trainer ein. Unter diesem Trainer nahm Tepekule am Saisonvorbereitungscamp teil und spielte auch im vorsaisonellen Turnier TSYD Kupası mit. Vor Saisonbeginn teilt ihm Terim mit, dass er nicht mit ihm plane und legte ihm einen Wechsel nahe. Tepekule machte von diesem Vorschlag Gebrauch und verließ den Verein Richtung Ligakonkurrent Vanspor.
Für Vanspor spielte Tepekule zwei Spielzeiten und verließ den Verein nach dem misslungenen Klassenerhalt zum Sommer 1998.
Zur anstehenden Saison einigte er sich mit dem Zweitligisten Yimpaş Yozgatspor. Die Saison 1999/2000 schloss er mit Yozgatspor als Meister der TFF 1. Lig und stieg zum ersten Mal in der Vereinshistorie in die Süper Lig auf. Tepekules auslaufender Vertrag wurde zwar um ein weiteres Jahr verlängert, jedoch kam er in der Saison 2000/01 zu keinem Einsatz. Im Anschluss an diese Spielzeit beendete er zum Sommer 2001 seine aktive Fußballerlaufbahn.

### Nationalmannschaft
Durch seine gezeigten Leistungen bei Galatasaray Istanbul wurde er vom damaligen Nationalcoach Fatih Terim im Rahmen eines WM 1994-Qualifikationsspiels gegen Norwegen in den Kader der türkischen Nationalmannschaft nominiert. In dieser Partie vom 10. November 1993 spielte er in der Anfangsformation und gab sein Länderspieldebüt.
Sein zweites und auch letztes Länderspiel machte er während des Testspiels gegen Tschechien.
Für die EM 1996-Qualifikationsbegegnung gegen die isländische Nationalmannschaft wurde er ein letztes Mal in den Kader berufen, saß aber während dieser Partie auf der Ersatzbank.

## Trainerkarriere
Nach dem Ende seiner aktiven Fußballspielerlaufbahn traf Tepekule die Entscheidung künftig als Fußballtrainer arbeiten zu wollen. Als erste Tätigkeit arbeitete er ab Sommer 2002 bei Karşıyaka SK, jenem Verein aus dessen Nachwuchs er zum Profispieler aufstieg, als Nachwuchstrainer.
Zum Sommer 2003 übernahm er beim damaligen Viertligisten Akhisar Belediyespor das Amt des Co-Trainers.
Ab der Saison 2004/05 fing er an mit seinem ehemaligen Teamkollegen Uğur Tütüneker aus der Zeit bei Galatasaray Istanbul zusammenzuarbeiten und ihm als Co-Trainer zu assistieren. Der Reihe nach betreuten beide Istanbul BB, İstanbulspor und Yozgatspor.
Von November 2006 bis Mai 2007 arbeitete er bei Karşıyaka als Co-Trainer und assistierte hier dem Cheftrainer Turgut Uçar.
Zur Saison 2008/09 arbeitete er das erste Mal in seiner Trainerlaufbahn als Cheftrainer und betreute den Viertligisten Ankara Demirspor. Bereits zur Winterpause verließ er diesen Verein und übernahm stattdessen bis zum Saisonende Darıca Gençlerbirliği.

## Erfolge

### Als Spieler
- Mit Karşıyaka SK
  - Meisterschaft der TFF 1. Lig: 1991/92
  - Aufstieg in die Süper Lig: 1991/92
- Mit Galatasaray Istanbul
  - Türkischer Meister (2): 1992/93, 1993/94
  - Türkischer Pokalsieger (1): 1992/93
  - Türkischer Supercup (1): 1993, 1972
  - Başbakanlık Kupası (1): 1995
  - TSYD Kupası (1): 1992/93
- Mit Yozgatspor:
  - Meisterschaft der TFF 1. Lig (1): 1999/00
  - Aufstieg in die Süper Lig (1): 1999/00